# Obstacle

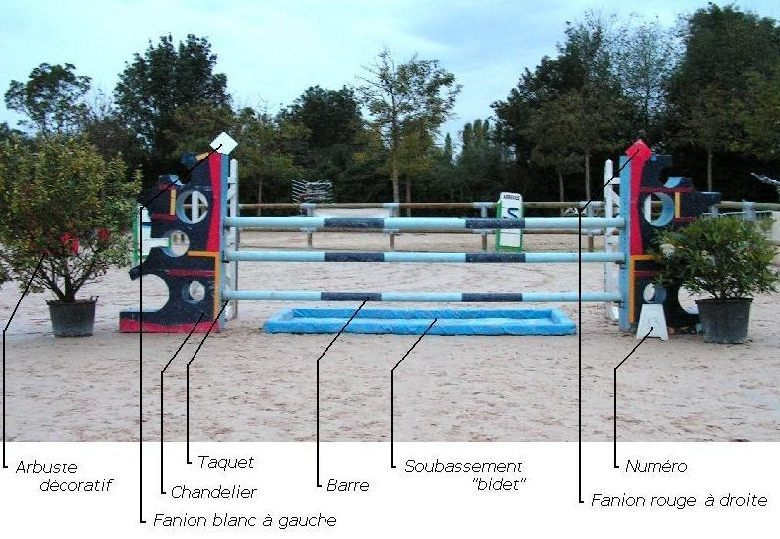
Description d'un obstacle

L'obstacle est en équitation de saut d'obstacles l'élément de base.

## Éléments d'un obstacle

### Les barres

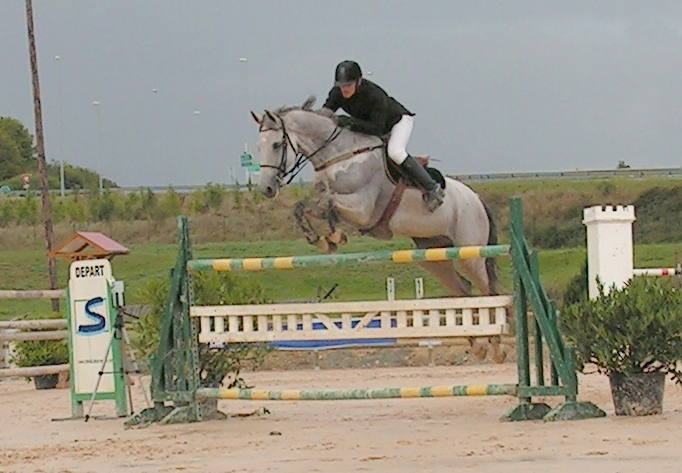
Cet obstacle, de construction très aérée, risque d'être négligé par certains chevaux.

Les barres d'obstacles généralement en bois, peuvent cependant être constituées en matière synthétique (polypropylène) plus légère (manutention) et plus résistante (intempéries). Elles mesurent entre 3 et 4 mètres. Leur diamètre va de 10 à 8 cm (barres de 8). Le poids et le diamètre des barres jouent un rôle très important en concours :
- plus la barre est légère et plus elle est susceptible de tomber dès que le cheval l'effleure,
- plus le diamètre de la barre est petit, plus cela donne à l'obstacle un aspect léger et moins les chevaux respectent l'obstacle. Devant la « légèreté » d'un obstacle, les chevaux peuvent avoir tendance à se laisser aller et donc à toucher et faire une faute.

La peinture des barres joue également un rôle, des barres pastel seront plus facilement négligées que des barres de couleur vive.
Il existe aussi des barres spéciales appelées « palanques ». Ces barres ne sont pas rondes comme habituellement, mais en forme de planches, droites ou courbes, voire ondulées.
Une barrière, comme sur l'obstacle de la photographie ci-contre, peut également être posée sur des taquets plats.

### Les soubassements

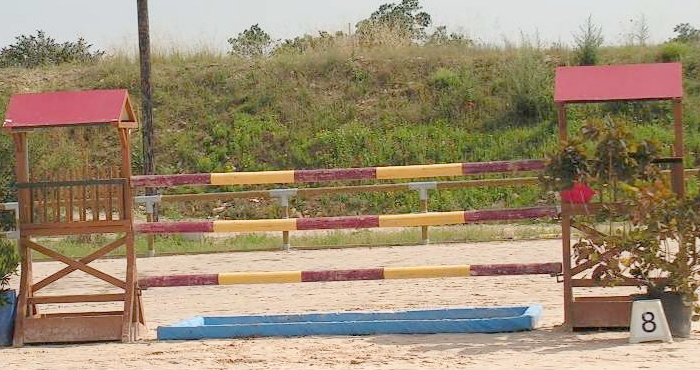
Vertical avec un soubassement appelé bidet

En dessous des barres (entre les barres et sol) le chef de piste peut insérer un « soubassement ». Les soubassements peuvent être constitués d'objets extrêmement variés : haies, bidets, murets, maquettes de maisons, pneus, bidons, etc. 
La présence ou non d'un soubassement sur un obstacle peut avoir beaucoup d'importance. En effet, tel cheval inquiet va essayer de le regarder afin de mieux mesurer sa « dangerosité » ou tel autre moins inquiet ou mieux habitué considérera cet obstacle comme anodin.

### Les chandelles et chandeliers
Les barres sont posées sur des fiches (aussi appelées taquets) encastrées dans des accessoires verticaux (chandeliers) assez lourds pour ne pas être dérangés à la moindre bourrasque de vent. Pour les concours internationaux, les constructeurs rivalisent d'ingéniosité pour élaborer les chandeliers les plus impressionnants et les plus beaux possibles. Depuis quelques années, la tendance est aux barres très légères posées sur des taquets quasiment plats entraînant une faute à la moindre touchette.

### Les fanions et les numéros
Les fanions servent à indiquer le sens dans lequel un obstacle doit être sauté. Les hommes de piste placent un fanion rouge à droite de chaque obstacle et un fanion blanc à gauche.
Les numéros sont placés devant le chandelier de droite. Ils indiquent l'ordre dans lequel les obstacles doivent être sautés.

### Les fiches
Les fiches (dites encore taquets ou cuillères) se positionnent sur les chandeliers et servent à tenir les barres. Elles peuvent être creuses ou plates, la profondeur de leur concavité est définie par des normes, la norme française étant plus creuse que la norme internationale.
Depuis 2001, l'utilisation de fiches de sécurité, s'ouvrant automatiquement en cas de choc violent, est obligatoire sur les plans postérieurs des obstacles larges.

### Les éléments de décoration
Des végétaux, arbustes et fleurs sont souvent disposés autour des obstacles. Ils sont agréables au regard, mais le chef de piste peut également les disposer sur le parcours pour augmenter la difficulté technique du tracé.
Les logos des sponsors sont souvent intégrés au dessin des obstacles.
Certaines décorations peuvent effrayer les chevaux facilement stressés.

## Types d'obstacles

### Obstacles élémentaires

#### Vertical
Tout l'obstacle est construit selon un seul plan vertical. On peut aussi appeler ce type d'obstacle, un droit. 
Un mur est un obstacle entièrement constitué de pièces empilées de forme rectangulaire représentant des briques ou des pierres taillées. 
Un croisillon est un vertical composé de deux barres dont une extrémité repose sur le sol, formant ainsi une sorte de croix. Le croisillon est notamment utilisé pour éduquer les jeunes chevaux au saut d'obstacles, car la partie basse de la croix les incite à sauter au milieu de l'obstacle avec franchise.
Un double croisillon est un croisillon installé à l'horizontale, soit sur 2 chandelles comme un oxer.

#### Oxer

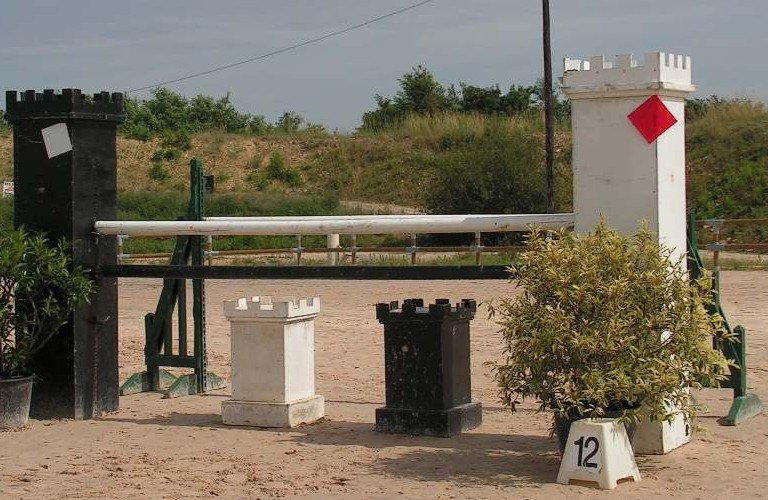
Oxer carré.

L’oxer est un obstacle sur deux plans. La largeur peut-être plus importante que la hauteur. Pour sauter un oxer le cheval se rapproche de son pied (bas de l'obstacle) afin de couvrir toute la largeur. On dit qu'un cheval doit couvrir l'obstacle pour signifier qu'il doit s'étirer afin de bien sauter toute la largeur de l’oxer sans toucher. 
- Croisillon oxer : le premier plan est un croisillon et le deuxième plan une barre horizontale. De même que pour le croisillon vertical, le croisillon oxer est souvent utilisé dans la formation des jeunes chevaux.
- Oxer carré : la barre de derrière est de la même hauteur que la plus haute barre de devant.
- Oxer éventail : l'obstacle est moins large d'un côté que de l'autre.
- Oxer montant : la barre de derrière est nettement plus haute que la plus haute barre de devant.
- Oxer polonais : les barres sont en croix ou en oblique à la place des barres horizontales.

#### Obstacle de volée

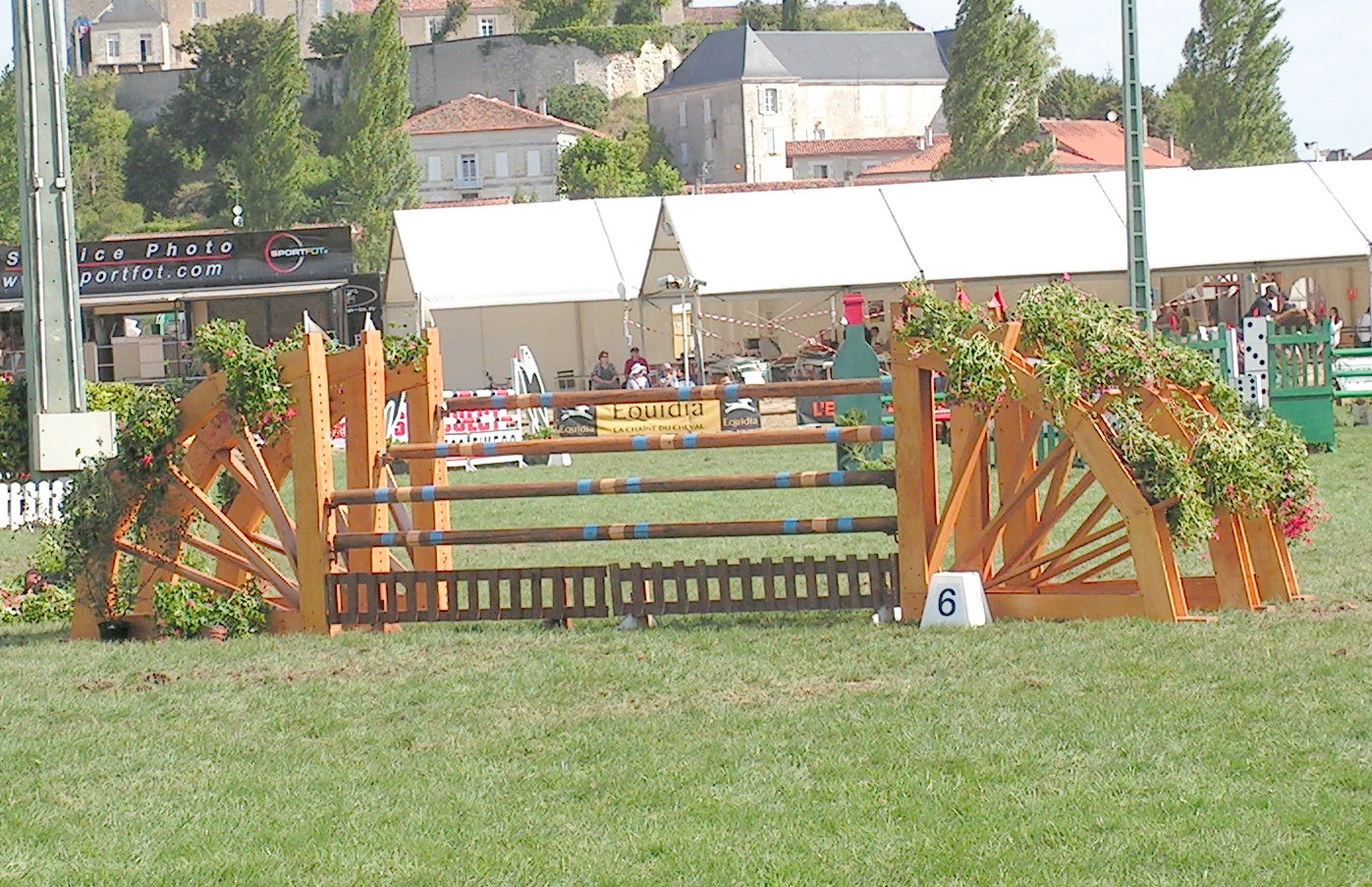
Barres de spa.

Un obstacle de volée est construit sur plusieurs plans de différentes hauteurs. La barre la plus près de l'appel doit être plus basse et la barre la plus loin de l'appel doit être la plus haute. 
- Un obstacle triple-barre est un obstacle construit sur 3 plans. Cet obstacle est souvent appelé « barres de spa » bien qu'il existe quelques différences. En effet, le spa est généralement constitué de plus de 4 plans, mais surtout, le premier plan est au niveau du sol et les suivants montent selon un angle d'une quarantaine de degrés. Cette forme d'obstacle a été créée à Spa en Belgique.

- Un obstacle en éventail (cf oxer) peut être construit sur 2 ou 3 plans de hauteurs progressives.

Dans un parcours, la barre la plus haute de ce type d'obstacle peut être de 5 cm supérieure aux autres obstacles.

#### Rivière
La rivière est un obstacle redoutable à un petit niveau de compétition car les occasions d'entrainer les chevaux sur ce type d'obstacle sont rares pour un cavalier amateur. De plus, les rivières en dur sont de plus en plus rares car elles occupent une place fixe inexploitable pour autre chose dans une carrière d'exercice. 
Dans les concours, pour remplacer les anciennes rivières fixes (en dur), on utilise très souvent des sortes de bidets géants. Cela confère au chef de piste une grande liberté puisqu'ainsi, il peut changer la rivière de place d'une épreuve à l'autre au cours d'un même concours.

#### Obstacle de terre
L'obstacle de terre est souvent une butte de terre qui donne un relief au terrain. Sur le dessus, il y a parfois la place de disposer des obstacles élémentaires (droits, oxer, spa). 
Les obstacles de terre deviennent rares sur les terrains de concours, car à l'instar des rivières en dur, ils occupent une place fixe difficilement exploitable.

### Combinaisons

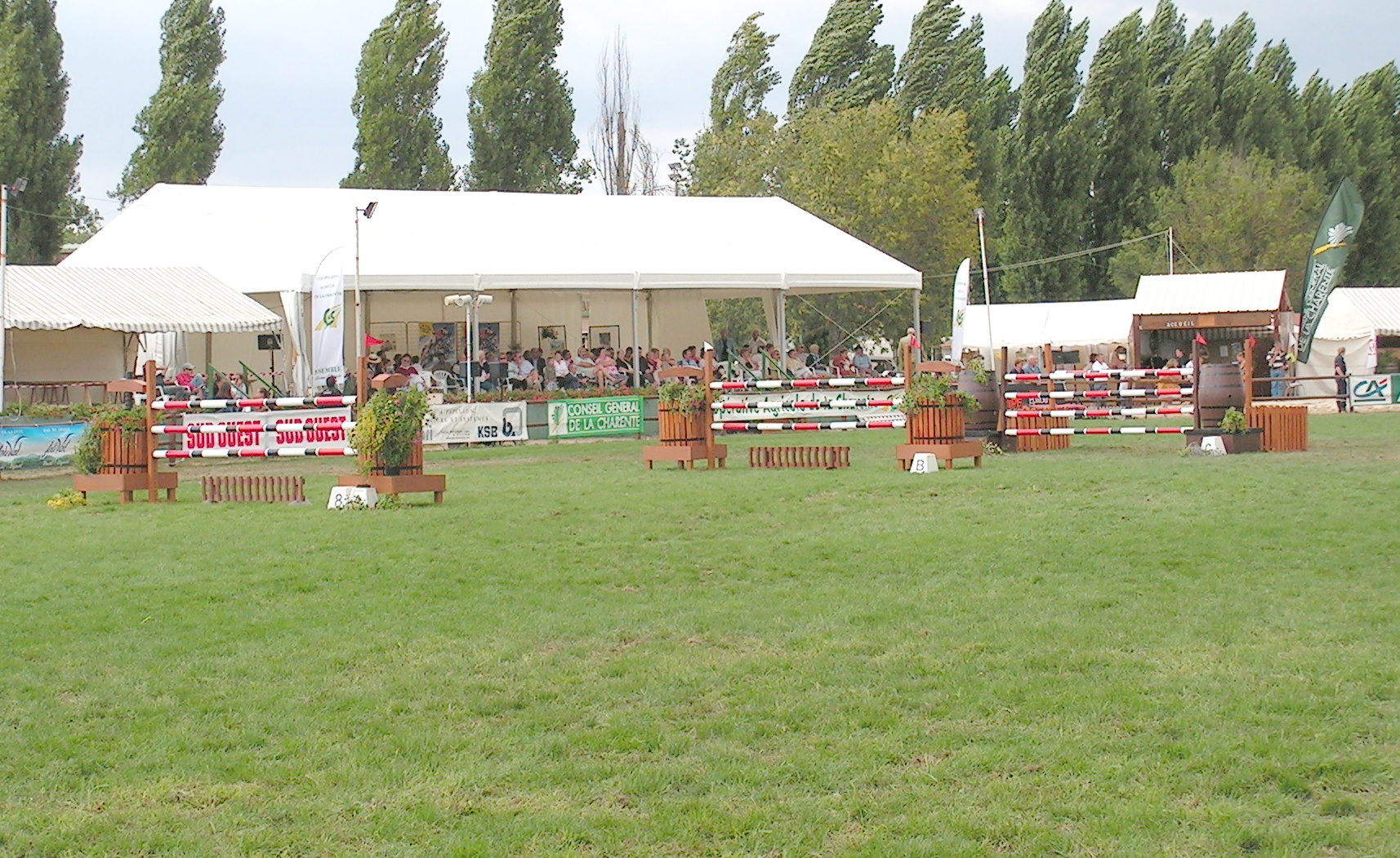
Triple à 2 foulées puis 1 foulée.

#### Double
Un double est constitué de deux obstacles élémentaires disposés sur une ligne et séparés par une à deux foulées. Le double le plus facile à négocier est le double de verticaux à deux foulées, le plus difficile étant le double d’oxers à une foulée. 
Le double à option ou double optionnel est un type particulier de double. Un des éléments de la combinaison est composé de deux obstacles montés côte à côte et les concurrents choisissent l'obstacle à sauter. Ce type de combinaison doit permettre au cavalier qui choisit l'option la plus difficile, de gagner du temps pour aborder l'obstacle suivant. Le double à option est souvent employé dans les épreuves dites de chasse ou se disputant au barème C.

#### Triple
Un triple est constitué de trois obstacles élémentaires disposés sur une ligne et séparés par une à deux foulées.
Le triple le plus facile à négocier est le triple de verticaux à deux foulées + deux foulées, le plus difficile étant le triple d’oxers à une foulée + une foulée.